# Vallée du Bandama (ehemalige Region)
Vallée du Bandama ist eine ehemalige Verwaltungsregion der Elfenbeinküste mit der Hauptstadt Bouaké.

## Bevölkerung
Einer Schätzung von 2007 zufolge hat Vallée du Bandama ca. 1.523.855 Einwohner und somit bei einer Fläche von 28.530 km² eine Bevölkerungsdichte von 53 Einwohnern pro km². Bei der letzten Volkszählung im Jahr 1988 wurden 816.945 Einwohner gezählt.

## Geographie
Vallée du Bandama liegt im nördlichen Zentrum der Elfenbeinküste und grenzt im Norden an Savanes, im Osten an Zanzan, im Süden an N’zi-Comoé und Lacs und im Osten an Worodougou. Die Region ist in die fünf Départements Béoumi, Bouaké, Dabakala, Katiola und Sakassou eingeteilt.